# Rai Radio Tutta Italiana
Rai Radio Tutta Italiana (frühere Namen IV canale, Filomusic, FD Leggera, Rai Radio FD4 und zuletzt Rai Radio 4 Light) ist ein italienischer Radiosender der Radiotelevisione Italiana, auf dem hauptsächlich italienische Musik gespielt wird.
Bis 11. Juni 2017 war der Sender unter dem Namen Radio 4 Light aktiv mit Popmusik, Rockmusik, Fusion, Jazzmusik, Lateinamerikanische Musik, Filmmusik, Melodische Musik und leichte Orchestermusik. Dabei war bis 11. Juni 2017 das Programm in die Abschnitte Pop (0 Uhr bis 22 Uhr) und Jazz (22 Uhr bis 24 Uhr) eingeteilt. Das Programm war seinerzeit wie der Schwestersender Rai Radio Classica ein Zusatzprogramm von Filodiffusione, einem Drahtfunksystem, das 1958 von der Rai in Zusammenarbeit mit der damaligen italienischen nationalen Telefongesellschaft Società Idroelettrica Piemontese (SIP) (heute Telecom Italia) entwickelt und am 4. Januar 1959 gestartet wurde, um Italien flächendeckend mit Programmen in guter Qualität zu versorgen. Heute wird das Programm zusätzlich via DAB und DVB-T in Italien, europaweit über Satellit sowie weltweit über einen Internetstream verbreitet.
Seit 15. November 2005 sendete Rai Radio 4 Light neben Pop- und Rockmusik auch eine nächtliche Programmstrecke mit Jazzmusik. Dieser Umbau war Teil einer Umstrukturierung auf Basis einer Umfrage auf dem Internetportal des Senders.
Bis zur Einstellung der Sendung am 31. Dezember 2011 wurde zwischen 0 Uhr und 6 Uhr die Auslandssendung Notturno Italiano, die aus italienischer populärer Musik und Nachrichten in Englisch, Französisch und Italienisch bestand, von Rai Radio 4 Light übernommen.
Rai Radio Tutta italiana wird zu bestimmten Zeiten auch von Rai Radio Trst A (hauptsächlich von 19:35 Uhr bis 7 Uhr) übernommen.